# ديفيد إتش. لوروا
ديفيد إتش. لوروا هو محامي وسياسي أمريكي، ولد في 16 أغسطس 1947 في سياتل في الولايات المتحدة. نشط حزبياً في الحزب الجمهوري، وقد انتخب نائب حاكم ايداهو ‏.

## وصلات خارجية
- الموقع الرسمي